# 4540 Оріані
4540 Оріані (4540 Oriani) — астероїд головного поясу, відкритий 6 листопада 1988 року.
Тіссеранів параметр щодо Юпітера — 3,352.